# Apeiron (wydawnictwo)
Apeiron – wydawnictwo publikujące książki i artykuły prezentujące teorie alternatywne w stosunku do głównego nurtu fizyki i kosmologii. Skupia się przede wszystkim na pracach krytycznych wobec teorii Wielkiego Wybuchu oraz Teorii Względności.
Zarówno samo wydawnictwo, jak i poszczególni skupieni wokół niego naukowcy, zyskali sobie autorytet wśród uczonych głównego nurtu, czym nie może się pochwalić zdecydowana większość innych krytyków współczesnej fizyki i kosmologii.
Skład redakcyjny wydawnictwa tworzy zespół kilkunastu uczonych z całego świata, między innymi Halton Arp, André K.T. Assis, Valeri Dvoeglazov, Peter Graneau, Tom Van Flandern oraz – między innymi – dwóch Polaków z Krakowa: Edward Kapuścik i Konrad Rudnicki.